# 高恒 (清)
高恒(こう こう、康熙56年（1717年） - 乾隆33年（1768年））は、中国清代の政治家、大臣、官員、外戚。字は立斋。父は文淵閣大学士高斌。満洲鑲黄旗人。姉は乾隆帝の妃嬪慧賢皇貴妃。

## 経歴

### 初期
乾隆帝の治世初期、高恒は恩蔭により戸部主事（財政部門の官僚）に任じられ、さらに昇進して戸部福建司郎中となった。乾隆15年（1750年）には山東巡塩御史（塩の監督官）に任じられ、その後、山海関や淮安の税関、張家口の税務を監督し、芦塩政（塩の管理官）や天津総兵（天津の軍総司令官）を歴任した。乾隆22年（1757年）には両淮塩政（両淮地方の塩務を統括する役職）に就き、8年間その職を務めた。乾隆29年には上駟院卿に任じられたが、引き続き両淮塩政の職を兼務した。  
乾隆30年（1765年）、従兄の高晋が両江総督に任じられたため、職務上の衝突を避けるため召還され、戸部侍郎を代理で務めた。その後、乾隆30年から33年まで総管内務府大臣を務めた。また、乾隆32年には正白旗満洲副都統および吏部侍郎を代理で務めた。  

### 両淮塩政時代の業績
高恒は両淮塩政在任中、揚州の瘦西湖に五亭橋（別名：蓮花橋）を建設し、満月の夜には橋のアーチごとに月が映り込むような美しい景観を作り出した。また、虹橋（別名：紅橋、大虹橋）を再建し、橋上に亭（あずまや）を設けた（『揚州画舫録』巻10）。乾隆22年には瘦西湖の新河開削を主導し、平山堂まで水路を通し、両岸に庭園を建設した。乾隆24年には揚州市河および護城河の浚渫工事を完了した。しかし、民間では「何も知らず、ただ財を貪ることのみが目的である」と非難されていた。  
乾隆30年（1765年）には、劉茂吉（字：其暉）が『揚州両城図』を描き、高恒が記録を加えた（『揚州画舫録』巻9）。また、大明寺の平山堂を修復し、地理風水の専門家である欧陽洽（北宋の文学者欧陽脩の子孫）に方位や地勢の調査を依頼した（『揚州画舫録』巻16）。さらに、揚州北郊の名所「双峰雲棧」の環緑閣の棧道木橋の石壁に「松風水月」という文字を刻んだ（『揚州画舫録』巻16）。  

### 両淮塩引事件と処刑
乾隆33年（1768年）、両淮塩政の尤抜世（兄は内務府正黄旗漢軍の江蘇巡撫・安寧）が提出した奏折により「両淮塩引事件」が発覚した。高恒と普福（前任の両淮塩政）は、塩の専売権を私的に売却し、不正に利益を得た罪で処刑された。両淮塩運使の盧見曾もこの事件に連座した。  
大学士の傅恒（乾隆帝の最初の皇后である孝賢純皇后の弟）は、高恒の命を助けるよう乾隆帝に嘆願したが、乾隆帝は「もし皇后の兄弟が罪を犯したならば、どうするべきか？」と答え、傅恒はそれ以上何も言えなかった。この事件では多くの関係者が処罰され、議政大臣であり吏部尚書兼九門提督（首都の防衛責任者）であった托恩多も、高恒や普福らの没収資産を不正に買い取ったため罷免された。  
高恒の息子・高樸も、別件の「葉爾羌玉石事件」で処刑された。四男の高杞は、順貴人（乾隆帝の妃）の姉と結婚した。  

## 学問・文化活動
高恒の父・高斌が両淮塩政であった時代、高恒は桐城派の学者・左廉（字：策頑、号：賁趾）に師事した。左廉の祖父は浙江武康県の知県で、曾祖父は明朝の忠臣・左光斗であった（『桐城耆旧伝』巻6）。  
高恒は、父・高斌の依頼で『固哉草亭集』（詩文集）を編集し、乾隆27年（1762年）に出版した。また、翰林院の学者・錢陳群は、高恒が山海関の監督を務めていた際に詩を贈った（『香樹斎集』）。  
両江総督の尹継善も『題高鹾使望雲図』や『舟泊維陽贈高立斋鹾使』という詩を贈っており、高恒の文化活動は広く評価されていた（『尹文端公詩集』巻7、9）。また、高恒は囲碁愛好家であり、范西屏の『桃花泉弈譜』を刊行した。桃花泉は、かつて両淮巡塩御史の曹寅（『紅楼夢』の作者・曹雪芹の祖父）が詩を詠んだ地でもある（『楝亭詩鈔』巻5）。  
小説家・夏敬渠とも交友があり、夏は高恒父子に多くの詩を贈っている（『浣玉轩集』巻4）。  

## 高恒の旧邸宅
高恒の旧宅は北京の宝鈔胡同にあったが、乾隆34年（1769年）に乾隆帝の第七皇女・固倫和静公主の邸宅に改築された。その後、清朝末期には蒙古族の親王・那彦図が住み、「那王府」として知られるようになった。

## 家族

### 祖父母
祖父：高衍中、内務府の郎中兼参領佐領。
祖母：李氏、一品誥命夫人の称号を授かる。

### 父母
- 父：高斌、清朝の官僚。大学士・河道総督を務め、治水の名臣として知られる。
- 母：馬氏（父は内務府正白旗漢軍の驍騎校・馬維藩（または馬維范）、祖先に吏部尚書・桑格）。父の二番目の継室。
- 父の正室：陳氏。
- 父の最初の継室：祁氏。

### 兄弟姉妹
- 長姉：慧賢皇貴妃 - 乾隆帝の皇貴妃。
- 次姉：高佳氏 - 大学士鄂爾泰の次男・鄂実（副都統、大大小和卓の戦いで戦死、騎都尉の世職を授かる）に嫁ぐ。
- 三妹：高佳氏 - 内務府正黄旗漢軍の韓錦（乾隆45年（1780年）庚子恩科進士・詩人法式善の外祖父）に嫁ぐ。
- 四妹：高佳氏。

### 妻
- 妻：那拉氏（父は鑲黄旗満洲・光禄寺少卿兼佐領の徳爾弼）。曾祖は天聡年間に帰順した葉赫出身の頼都。家系には上駟院大臣の常喀や、戸部侍郎の赫成額などがいる。

### 子女と孫
- 長男：高樸（？-1778）、鑲黄旗満洲第四参領第二佐領を務め、最終的に都察院左副都御史・兵部右侍郎に昇進。葉爾羌弾劾事件で汚職の罪により処刑される。
- 次男：高枋、藍翎侍衛。妻は鈕祜禄氏（父は鑲黄旗満洲の托雲、祖父は達色、曾祖父は一等公・法喀）。
- 三男：高栻
- 四男：瑪尚阿巴圖魯高杞（字・南有）。一等軽車都尉、内務府郎中を務め、河南巡撫・湖北巡撫・湖南巡撫・熱河都統・烏魯木斉都統・陝甘総督などの要職を歴任。妻は乾隆帝の妃嬪順貴人の姉・鈕祜禄氏。
  - 孫：高焯（字・蓉波） - 嘉慶戊辰科挙人、詩集『蓉波詩草』を著す。
  - 孫：高勳
  - 孫娘：高佳氏 - 側福晋として惇恪親王・綿愷（嘉慶帝の第三子）の妻となる。
  - 孫娘：高佳氏 - 嘉慶己巳恩科進士・鑲藍旗宗室の崇碩に嫁ぐ。
  - 孫娘：高佳氏 - 嘉慶辛未科進士・索綽絡氏奎耀に嫁ぐ。
  - 孫娘：高佳氏 - 頭等侍衛・正藍旗宗室・榮壽に嫁ぐ。
- 娘：高佳氏 - 正室として鑲白旗満洲烏拉納喇氏の蘇第察に嫁ぐ。継室は李氏（父は正藍旗漢軍・貴州巡撫の李本）、二番目の継室は愛新覚羅氏（父は宗室福明阿）。